# Amir Mustafa Rusli
Amir Mustafa Rusli (nascido em 5 de fevereiro de 1987) é um ciclista malaio. Representou seu país, Malásia, nos Jogos Olímpicos de Verão de 2012 na prova de estrada individual, mas não conseguiu terminar.